# Reinhold Neven DuMont

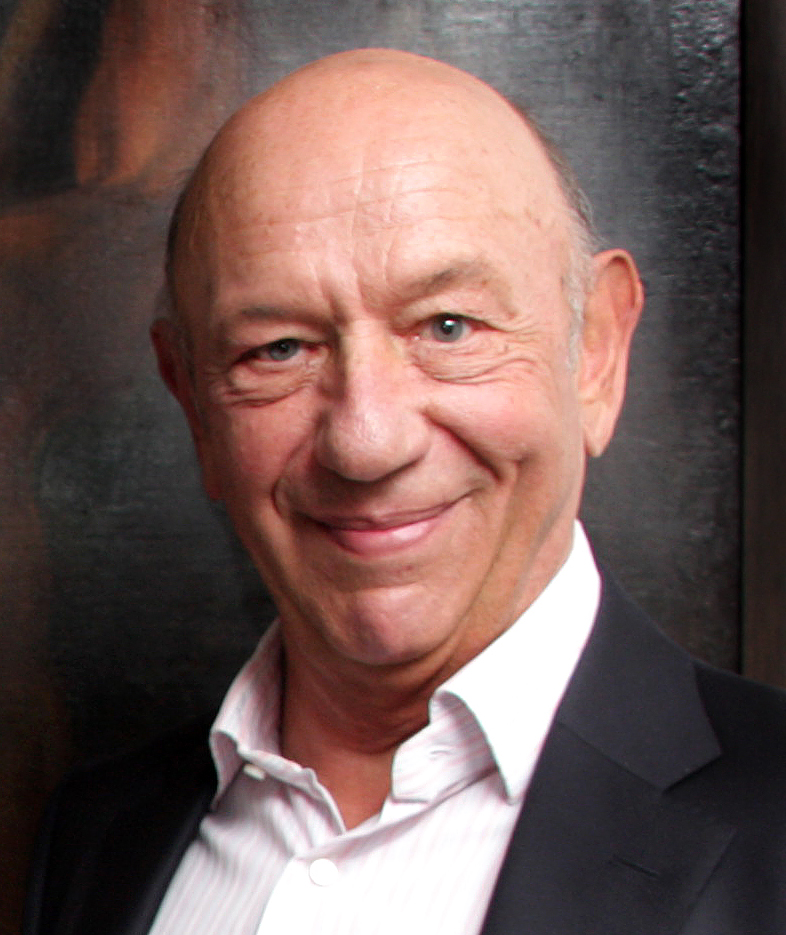
Reinhold Neven DuMont (2018)

Reinhold Neven DuMont, auch Reinhold Neven Du Mont (* 12. November 1936 in Köln) ist ein deutscher Verleger.

## Familie
Reinhold Neven DuMont ist ein Sohn des promovierten Zeitungsverlegers Kurt Neven DuMont und dessen Ehefrau Gabriele Neven DuMont, geborene von Lenbach, Tochter des Malers Franz von Lenbach. Reinhold Neven DuMont hat drei Geschwister – die beiden Schwestern Silvia und Majella und den neun Jahre älteren Bruder Alfred Neven Dumont. Dieser war ebenso als Verleger tätig, übernahm und erweiterte den Zeitungsverlag des Vaters und war Vorsitzender des Aufsichtsrats der Unternehmensgruppe M. DuMont Schauberg. Reinhold Neven DuMont ging in Köln und in Starnberg zur Schule. Seine Mutter nahm ihn während des Zweiten Weltkrieges mit in ihr Elternhaus oberhalb von Starnberg; dort lebten sie von 1941 bis 1949. Der Vater blieb während dieser Zeit im Zeitungsbetrieb in Köln. Nach der Währungsreform kehrte Reinhold Neven DuMont 1949 wieder zurück nach Köln.
Neven DuMont hatte im Januar 1959 Annette Witsch, die älteste Tochter von Joseph Caspar Witsch, geheiratet. Aus der Ehe gingen zwei Töchter hervor.

## Ausbildung und Beruf
Nach seinem Abitur 1956 studierte Neven DuMont Soziologie, Geschichte und Literaturwissenschaft in München und Freiburg; 1961 wurde er zum Dr. phil. promoviert.
Er arbeitete bis 1962 als Volontär beim Kösel-Verlag und im Deutschen Taschenbuch-Verlag.
Im Jahr 1963 begann er seine Tätigkeit im Verlag Kiepenheuer & Witsch in Köln. Er wurde Assistent seines Schwiegervaters, des Verlegers Joseph Caspar Witsch, und übernahm nach dessen Tod im Jahre 1967 den Verlag als Geschäftsführer. Zwei Jahre später erwarb er ihn komplett.
Es gelang Neven DuMont, die meisten Autoren zu halten, welche bis dahin das Profil des politischen und dem jeweils gegenwärtigen gesellschaftlichen Diskurs verpflichteten Verlages geprägt hatten. Zusätzlich öffnete er mit neuen Autoren und deren sozialkritischen Themen (z. B. Günter Wallraff, Charles Bukowski) das Verlagsprogramm.
Nachdem sich das Unternehmen als unabhängiger Verlag auch mit umstrittenen Autoren (Joseph Roth, Heinrich Böll, Dario Fo, Gabriel García Márquez) einen Namen gemacht hatte, gelang es über Jahrzehnte, ohne Beteiligung von Großverlagen zu bestehen. Erst im Jahr 1999 übernahm die Stuttgarter Holtzbrinck-Gruppe 45 Prozent der Anteile, 2001 weitere 40 Prozent. Reinhold Neven DuMont versicherte sich gegenüber Holtzbrinck weiterhin der Unabhängigkeit in der Programmgestaltung des Verlages Kiepenheuer & Witsch.
Nach knapp 40 Jahren im Verlag Kiepenheuer & Witsch – davon 33 Jahre als Verleger – übergab der in Forsbach lebende Neven DuMont 2002 die verlegerische Geschäftsführung an seinen früheren Cheflektor Helge Malchow; kaufmännischer Geschäftsführer wurde Peter Roik.
Zu seiner Arbeit als Buchverleger sagte er:

„Bücher riechen gut, Zeitungen nicht. Mit Büchern umgeben sich die Menschen, aber ich kenne niemanden, der gerne mit Zeitungsstapeln lebt. Die gelesene Zeitung schmeißt man weg, ein Buch kann man nicht wegwerfen.“

In seinem Ruhestand verbringt Reinhold DuMont viel Zeit in Frankreich; er schrieb seinen ersten eigenen Roman (Die Villa) und nahm Lehraufträge von Universitäten an. Im Jahr 2011 erschien sein zweiter Roman Der Maskensammler im Verlag C. H. Beck.

## Gesellschaftliches und politisches Engagement
- 1996 gründete Neven Du Mont mit Gleichgesinnten das Kölner Literaturhaus und wurde dessen erster und langjähriger Vorsitzender (bis 2003).[3]
- 1999 unterstützte Reinhold Neven DuMont die Kandidatur der grünen Oberbürgermeisterkandidatin für Köln, Anne Lütkes, die zur Stichwahl auch von der SPD empfohlen wurde, aber gegen den CDU-Kandidaten Harry Blum unterlag.[4]

- 2002 gehörte Neven DuMont der „Kölner Kunsthalleninitiative“ an, die sich gegen den Abriss der 1967 erbauten Kölner Kunsthalle und deren architektonisch umstrittenen Neubau innerhalb eines Museumszentrum („Kulturzentrum Neumarkt“) wandte.[5]

## Ehrungen
- 2008 wurde Reinhold Neven Du Mont für seine Verdienste um die Literaturszene mit dem Verdienstorden der Bundesrepublik Deutschland ausgezeichnet.[6]

## Veröffentlichungen
- Gebrauchsanweisung für Köln. Serie Piper, 2004, ISBN 978-3-492-27532-3.
- Die Villa (Roman), C.H. Beck, 2009, ISBN 978-3-406-58242-4.
- Der Maskensammler (Roman), C.H. Beck, 2011, ISBN 978-3-406-62168-0.
- Mit Büchern und Autoren. Mein Leben als Verleger. Kiepenheuer & Witsch, Köln 2016, ISBN 978-3-462-04879-7. (Autobiografie)
- Glück und Glas. Erzählungen. + 2 CDs. Privatdruck, Köln 2021, ISBN 978-3-00-068494-4.